# Snoqualmie
Snoqualmie är en stad (city) i King County i delstaten Washington i USA. Staden hade 14 121 invånare, på en yta av 19,22 km² (2020). Snoqualmie var en av inspelningsplatserna för TV-serien Twin Peaks.